# Guillaume Cop
Guillaume Cop (en allemand Wilhelm Kopp, en latin Gulielmus Copus), né à Bâle dans les années 1460, mort à Paris le 2 décembre 1532, est un médecin et humaniste de la Renaissance.

## Biographie
Il s'immatricula comme étudiant de l'Université de Bâle à l'hiver 1478–1479. Il eut comme précepteur Johannes Heberling de Schwäbisch Gmünd, auditeur enthousiaste de Johannes Reuchlin (qui enseigna à Bâle en 1477). Dans sa ville natale il fut reçu licencié, maître-ès-arts, et s'adonna pendant trois ans à l'étude de la médecine. Après avoir sans doute séjourné dans d'autres villes, il gagna Paris vers 1488 et s'y inscrivit à la faculté de médecine. Il fut reçu bachelier en médecine le 19 mars 1492, licencié le 13 avril 1496 (premier sur la liste de présentation des candidats), puis docteur le 17 mai suivant. À cette date il était déjà marié à Étiennette Turgis, dont il eut quatre fils (Nicolas Cop, né vers 1501, était le troisième).
Régent de l'université, il assura des cours pour les apprentis chirurgiens (profession alors distincte de celle de médecin), et comme ils étaient en général peu lettrés il les donna entièrement en langue vulgaire, ce qui n'était pas l'usage (on devait lire les textes de Guy de Chauliac et des autres auteurs en latin) ; cette innovation lui occasionna des ennuis avec des chirurgiens « à robe longue » de la confrérie de Saint-Côme. De 1497 à 1512, il fut médecin de la nation allemande de l'Université de Paris.
Il commença à apprendre le grec auprès de Janus Lascaris (arrivé en France en 1494). Vers 1497, il fit la connaissance d'Érasme, alors à Paris : cette année-là et trois ans plus tard, il le soigna à l'occasion d'attaques de fièvre. Les deux hommes devinrent amis, et quand Érasme se mit vraiment au grec ancien, à partir de 1500, il l'en fit profiter. Il suivit aussi les cours de Jérôme Aléandre, qui vint enseigner à Paris en 1508 et lui dédia son édition du De divinatione de Cicéron en 1510. Il était également proche ami de Jacques Lefèvre d'Étaples (dont il traita en 1505 les problèmes d'insomnie) et de Guillaume Budé (avec qui il milita pour la fondation à Paris d'un collège pour l'enseignement des langues anciennes).
En 1512, il fut nommé médecin personnel du roi Louis XII. Il le suivit dans sa guerre de Flandre et était présent à la bataille de Guinegatte le 16 août 1513. En 1514, il prit la défense de Johannes Reuchlin, que la faculté de théologie de Paris avait condamné. Il fut également premier médecin du roi François Ier, au plus tard en 1523 et jusqu'à sa mort. Il fut chargé en 1517, avec Guillaume Budé, de transmettre à Érasme des propositions du roi destinées à l'attirer à Paris, et c'est à lui qu'Érasme adressa la lettre par laquelle il esquivait l'invitation.

## Travaux écrits
Guillaume Cop a composé un Tractatus astrologicus ex variis antiquis desumptus. Sinon, il a traduit du grec au latin, et édité, des œuvres médicales antiques :
- Pauli Æginetæ Præcepta salubria, Paris, Henri Estienne, 1510, et Strasbourg, Mathias Schurer, 1511.
- Hippocratis Coi Præsagiorum libri tres ; ejusdemque De ratione victus in morbis acutis libri quattuor, Paris, 1511, et Henri Estienne, 1512.
- Galeni De affectorum locorum notitia libri sex, Paris, Henri Estienne, 1513.
- Galeni De morborum et symptomatum causis et differentiis libri sex, Paris, Josse Bade, 1523.
- Pauli Æginetæ De ratione victus, Strasbourg, Georges Ulricher, 1531.